# Obstbaumminiermotte
Die Obstbaumminiermotte (Lyonetia clerkella) ist ein Kleinschmetterling aus der Familie der Langhorn-Blattminiermotten mit einer Flügelspannweite von 7 bis 9 Millimetern. Zur Hauptnahrungsquelle der Larven zählen Kirschbaumblätter und Apfelbaumblätter.

## Synonyme Bezeichnungen
- Phalaena clerkella Linnaeus, 1758
- Lyonetia penicilla (Borkhausen, 1794)
- Lyonetia cerasifoliella (Hübner, 1796)
- Lyonetia malifoliella (Hübner, 1796)
- Lyonetia malella (Schrank, 1802)
- Lyonetia autumnella (Curtis, 1829)
- Lyonetia unipunctella (Stephens, 1829)
- Lyonetia semiaurella (Stephens, 1829)
- Lyonetia nivella (Stephens, 1829)
- Lyonetia aereella (Treitschke, 1833)[1]

## Aussehen
Die adulte Motte ist silbrig bis weiß und hat an den Spitzen der Vorderflügel ein deutliches braunes Muster mit einem schwarzen Punkt. Die Art bildet zwei Extremformen aus, eine helle und eine dunkle Form, Übergänge sind selten. Die Flügelaußenseiten sind gesäumt von langen Borsten. Füße und Beine sind rotbraun.
Die Larven sind grünlich und haben einen hellgrauen Kopf. Sie sind mit acht bis neun Millimetern fünfmal so lang wie breit. An den ersten drei Segmenten befinden sich zwei dunkle Flecken.

## Verbreitungsgebiet
Diese Mottenart ist über ganz Europa verbreitet, in Nordwest-Sibirien, im Fernen Osten, Nordafrika, dem Mittleren Osten, der Türkei, Indien und Japan. Außerdem Madagaskar, Korea, Russland, Transkaukasien, Kasachstan und Zentralasien.

## Flugzeit
Die adulten Tiere, die überwintert haben, fliegen im April und Mai, die zweite Generation fliegt im Juni bis Juli, die dritte ab Ende Juli oder im August, eine vierte kann von September bis November vorkommen.
Eine Ausnahme ist von Oktober bis April in den Benelux-Staaten. Dort gibt es auch zwei Generationen mehr pro Jahr.

## Lebensweise

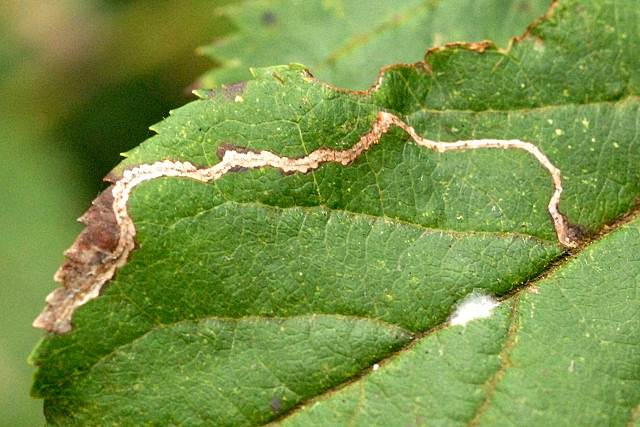
Gang von Lyonetia clerkella

Die embryonale Entwicklung des Eis dauert 15 Tage. Im Gegensatz zu den Nepticuliden-Minen klebt keine Eischale auf der Blattfläche am Minen-Anfang. Die Mine ist auffallend schmal und lang, sie durchzieht das Blatt oft mit mehrmaliger Überkreuzung, auch über Blattadern hinweg.
Die Leitgefäße werden mit durchfressen, so dass das Blatt abstirbt. Der Kot des Räupchens ist als schwarze Mittellinie deutlich zu erkennen. Eine helle Luftblase am Ende der Mine zeigt an, dass der Gang schon verlassen ist.
Von einer Mine eingeschlossene Blattbereiche verfärben sich und können absterben.
Die Larve benötigt etwa 20 bis 25 Tage zum Wachsen. Dann verlässt sie die Mine und spinnt sich als Puppe ein.
Die Puppen spinnen sich in einen Kokon ein, der an dünnen Ästen oder Blättern hängt. Die Entwicklung der Puppe dauert 15 Tage.
Adulte Tiere sind eher nachtaktiv und leben ungefähr 7 bis 10 Tage. Das Weibchen legt ihre Eier an den Unterseiten der Blätter mit einem Legestachel direkt in das Blattparenchym.
So gibt es ungefähr drei bis vier Generationen pro Jahr.
Die Motten der letzten Generation überwintern in Spalten der Baumrinde oder in anderen Schlupfwinkeln an Bäumen oder im Wald.

## Nahrung
Larven fressen an verschiedenen Arten. Am häufigsten sind sie an den Blättern der Kirsche (Rosaceae), an Apfel und an Birke (Betulaceae).
Weitere Futterpflanzen sind Birne, Pflaume, Quitte und Pfirsich, Weißdorn, Eberesche, Zwergmispel, Hopfen und Weide.

## Schadwirkung
Bei einem starken Befall können die Raupen, die zwischen zwei Epidermis des Blattes leben, die komplette Entlaubung des Baumes bewirken und Fruchtbildung für das Befallsjahr sowie die Fruchtproduktion in der Zukunft stark reduzieren.

## Bekämpfung
Die Schäden sind häufig gering. Pflanzenschutzmittel eignen sich daher nicht. Geeignete Präparate gibt es derzeit noch keine. Eine Verringerung des Befalls kann erreicht werden durch Zerdrücken der Raupen und Entfernen der Kokons.
An einigen Obstbäumen fressen Vögel einen großen Teil der Raupen.
Andere natürliche Feinde sind beispielsweise Fledermäuse, Raupenfliegen und Schlupfwespen.